# Imprimerie Royer
Pour les articles homonymes, voir Royer.
L’imprimerie Royer, fondée en 1868 par Jules Royer à Nancy dans le département de Meurthe-et-Moselle en région Lorraine (Grand Est), est une imprimerie spécialisée notamment dans la lithographie, la typographie, la phototypie et dans l’édition de cartes postales.

## Histoire

### Début de l'activité
Fondée en 1868 par l’imprimeur lithographe Jules Royer, l’imprimerie Royer est une entreprise familiale implantée à Nancy, rue Saint-Dizier puis rue de la Salpêtrière.
Avant de débuter son activité d’imprimeur lithographe, Jules Royer suit un enseignement à la maison des apprentis « où il a été élevé dans les meilleurs principes religieux et politiques ». C’est en 1866 qu’il quitte la maison des apprentis pour entrer comme élève au service du lithographe Vicaire. Deux ans plus tard, en 1868, Jules Royer prend la succession de son maître et débute son activité d’imprimeur lithographe. L‘imprimerie prospère notamment avec son fils Paul, qui travaille avec lui.

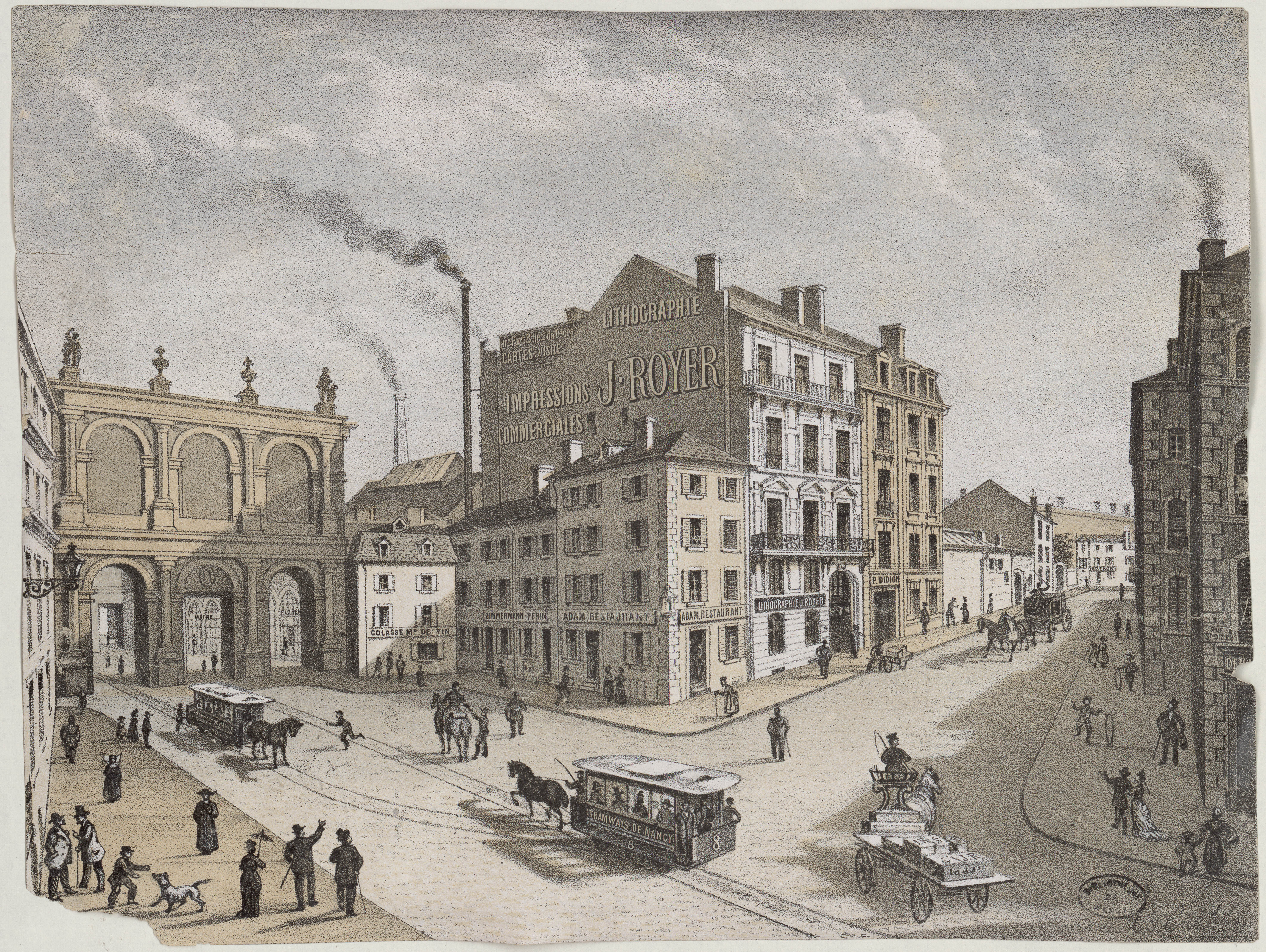
Lithographie en couleur de l'ancienne imprimerie J. Royer située rue Saint-Dizier à Nancy.

Dans un premier temps, Jules Royer implante son activité rue Saint-Dizier à Nancy, en 1875. C’est durant cette même année que ce dernier déclare joindre à son activité de lithographe celle de typographe.  

### Développement de l'activité
Cependant, c’est à partir des années 1880 que son activité prend un nouvel essor. En effet, en 1884, Jules Royer décide de concentrer sa production sur l’édition de cartes-postales et deux ans plus tard, en 1886, ce dernier achète une nouvelle imprimerie au 3 bis, rue de la Salpêtrière.
La même année, il développe son activité en s’intéressant à la pratique de la phototypie. C’est alors qu’il engage Albert Bergeret et le place à la tête de l’atelier de phototypie. Ce dernier fonde en 1898 sa propre imprimerie, dédiée à l’impression de cartes postales et à la reproduction photographique de qualité. Ce choix d’activité fait de l'imprimerie Royer la première à utiliser le procédé de la phototypie à Nancy.  

### Succession de l'entreprise
À la mort de Jules Royer en 1900, son fils, Paul Royer, prend la suite de l’entreprise paternelle. Son imprimerie est alors l’une des plus importantes à Nancy et, si à son ouverture en 1868 elle comptait seulement cinq ouvriers, en 1904 250 personnes travaillent dans les imprimeries Royer.
C’est avec Paul Royer que l’imprimerie Royer s’implique davantage dans la vie artistique nancéienne. En effet, alors que l’Alliance provinciale des industries d’art, plus connue sous le nom d’École de Nancy, est créé, Paul Royer en est nommé membre du comité directeur dès 1901. Cependant si l’imprimerie connaît une croissance importante, elle n’en demeure pas moins un lieu de revendications sociales comme en témoigne la grève de 1901 qui agite l'entreprise.

## Production de l'imprimerie
Au début de son activité d’imprimeur, Jules Royer produit des gravures, des lithographies, des cartons d’invitations de mariage mais aussi des faire-part de naissance, autant de supports qui deviendront l'expression des conceptions esthétiques et artistiques de l'Art nouveau. En effet, elle revendique le caractère artistique de sa production en s’adjoignant la mention artistique à sa pratique de la phototypie.
Ainsi, elle participe à la diffusion de ce mouvement en éditant des cartes postales capturant l'architecture emblématique de la ville de Nancy, comme c'est le cas avec les vues des Magasins réunis, symbole de la vie nancéienne en cette fin de XIXe siècle. La Compagnies des chemins de fer de l’Est commande également plusieurs albums publicitaires comme Les Villes d’eau de l’Est ou Huit jours dans les Vosges.

Elle édite également pour les Magasins réunis d’Eugène Corbin des cartons commerciaux, des factures, des programmes publicitaires ainsi que des menus pour des banquets. On y voit alors se déployer les caractères typographiques chers à l’Art nouveau avec ces lettres aux formes courbes. 

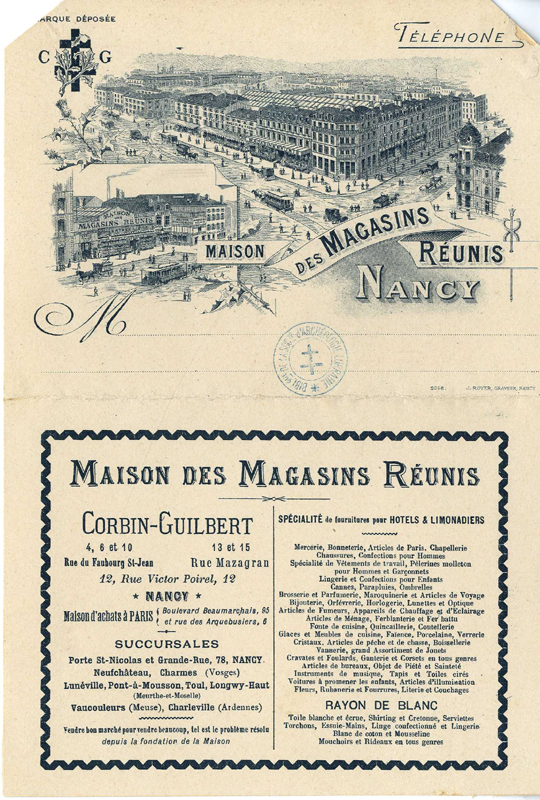
Facture de la Maison des Magasins Réunis imprimé par l'Imprimerie J. Royer
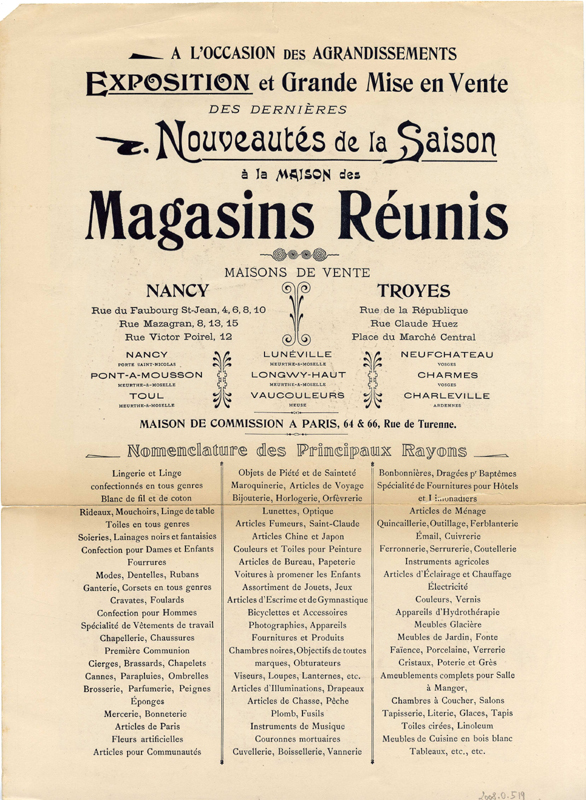
Recto de la facture de la Maison des Magasins Réunis
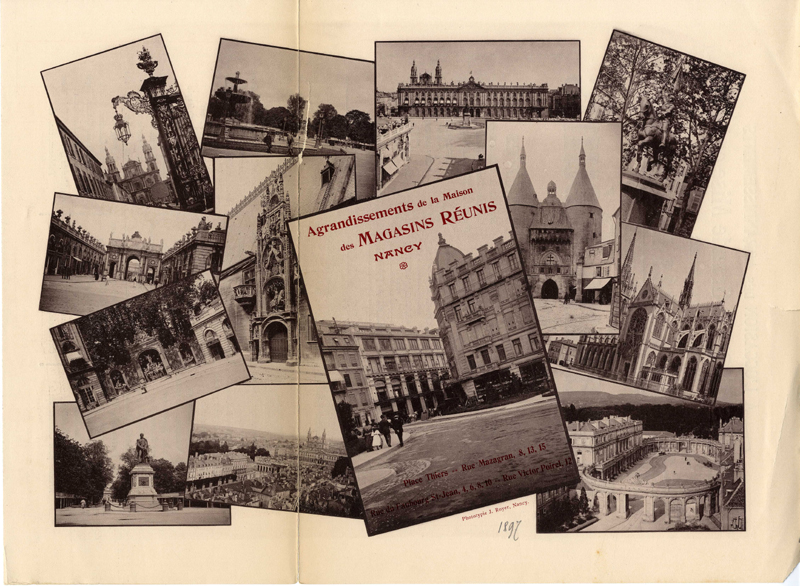
Exposition et grande mise en vente des dernières nouveautés de la saison aux Magasins Réunis
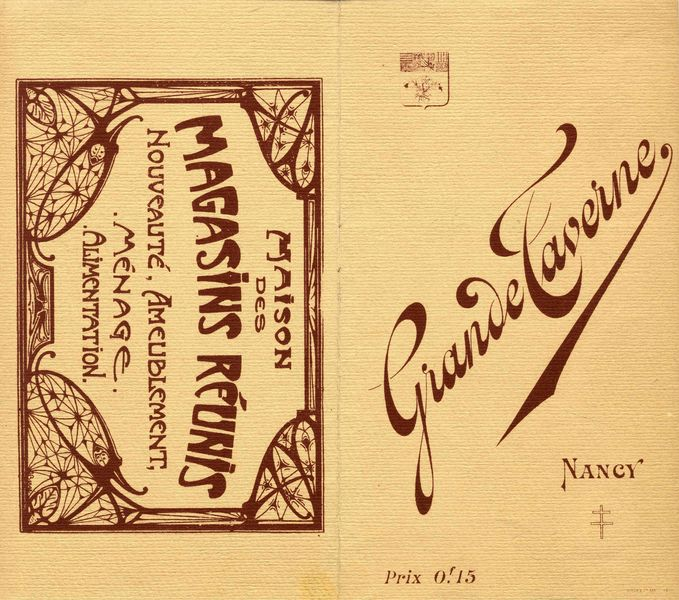
Couverture d'un programme pour la Grande Taverne de Nancy
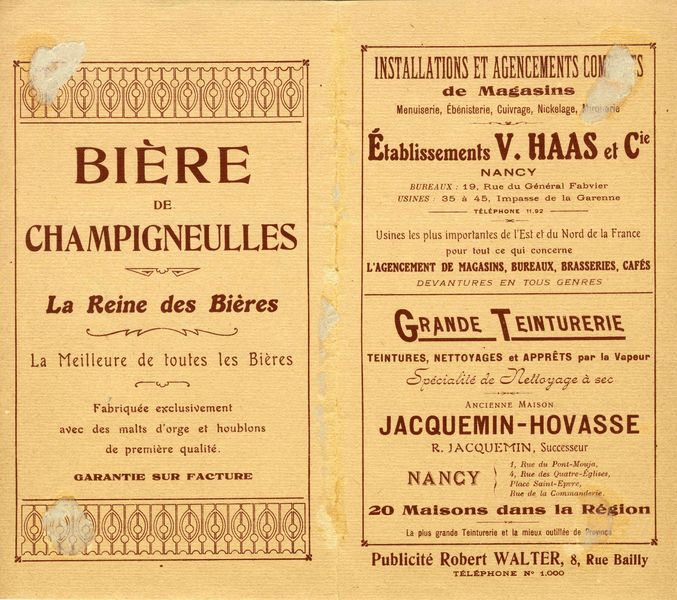
Verso du programme pour la Grande Taverne de Nancy
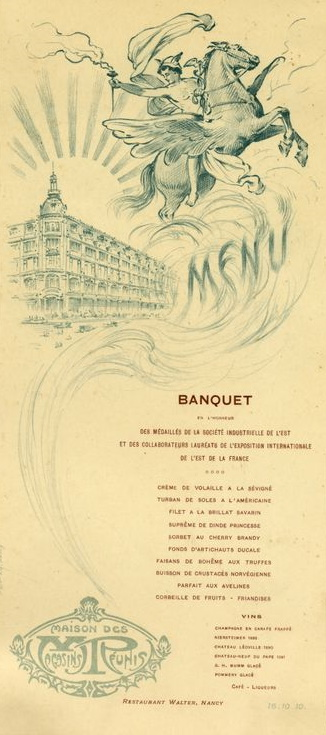
Menu de banquet des Magasins Réunis imprimé par J. Royer

Outre Eugène Corbin, parmi ses clients les plus célèbres, on peut citer l’industriel Émile Gallé pour qui l’imprimerie Royer réalise le livret d'exposition de l’industriel en vue de l’Exposition universelle de Paris en 1900 ainsi que le reçu de paiement pour la vente d’objet lors de cette exposition. 

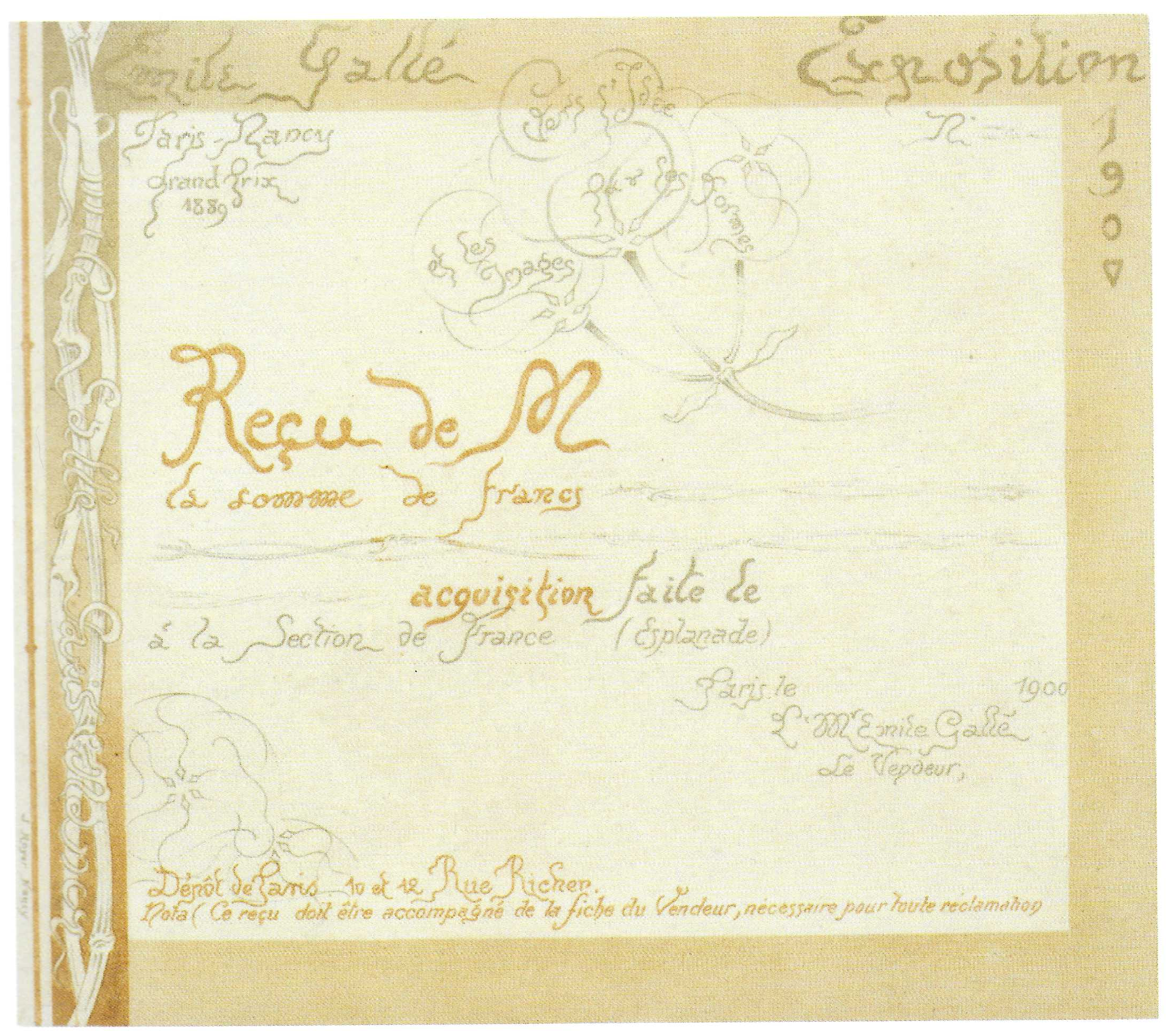
Reçu de paiement pour la vente d’œuvres d'Émile Gallé présentées à l'Exposition universelle de Paris en 1900 imprimé par J. Royer
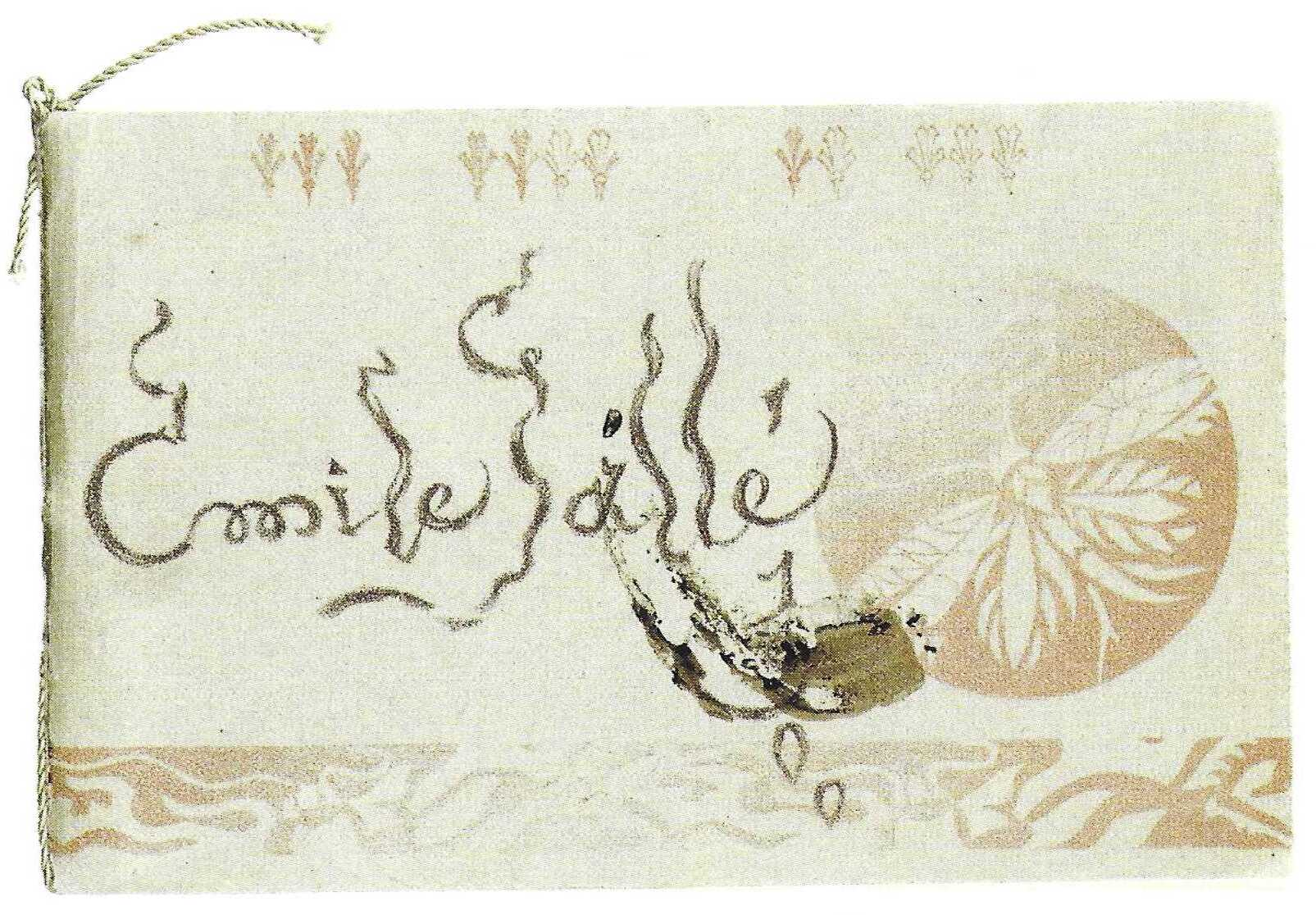
Livret de l'exposition d'Émile Gallé à l'Exposition Universelle de Paris en 1900 dessiné par Émile Gallé et imprimé par Jules Royer

## Architecture de l'imprimerie Royer

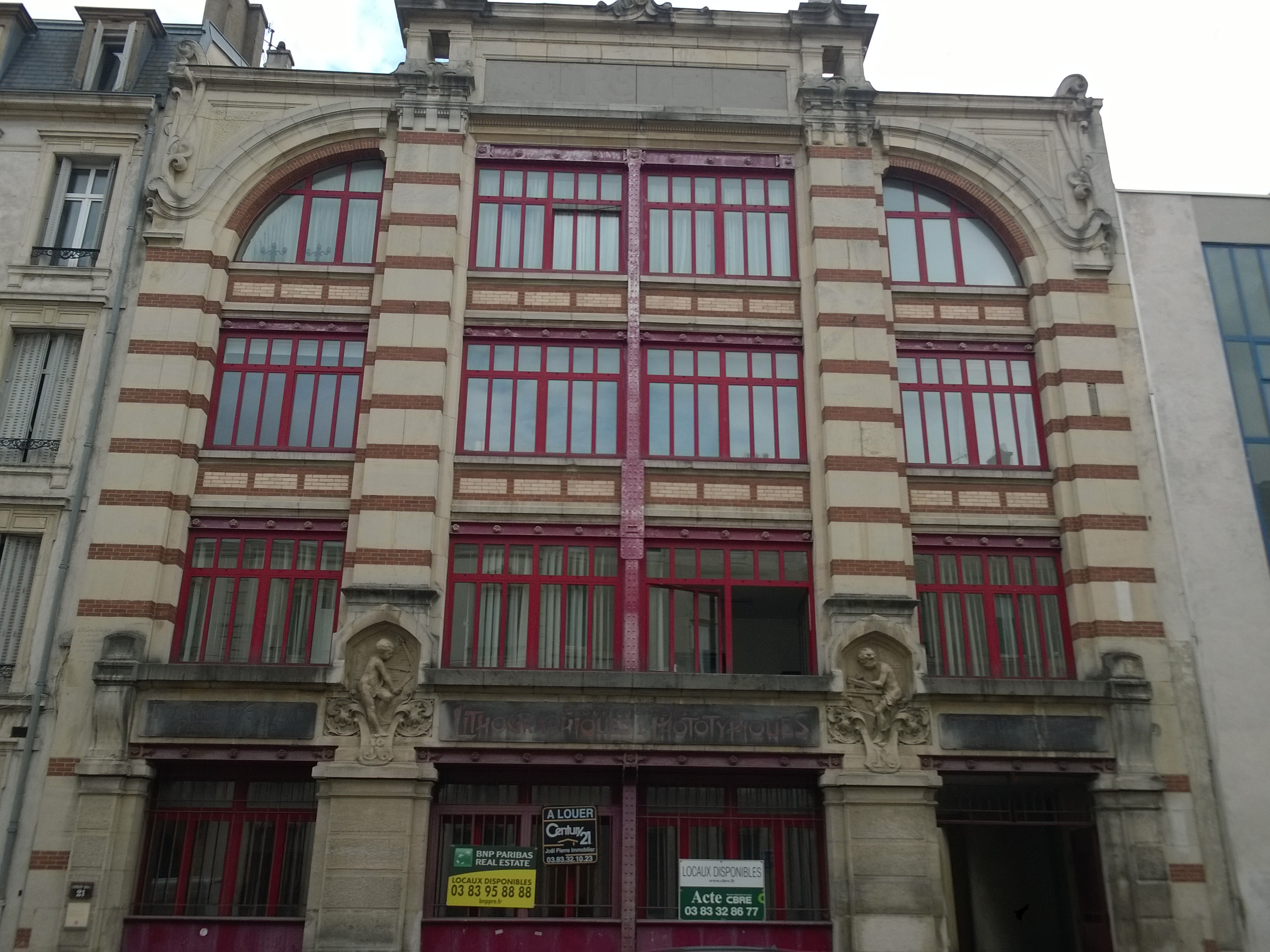
L'imprimerie commandée en 1899 par J. Royer à l'architecte Lucien Weissenburger.

En 1899, Jules Royer entreprentt la construction de sa nouvelle usine située au 3 bis, rue de la Salpetrière. Il en confie l’édification à l’architecte Lucien Weissenburger qui n’en est pas à son premier coup d'essai puisqu'il a, en 1897, construit les ateliers d'ébénisterie d'Émile Gallé. L’usine est terminée en 1900 mais l’imprimeur ne la voit jamais achevée puisqu’il meurt le 22 octobre 1900.

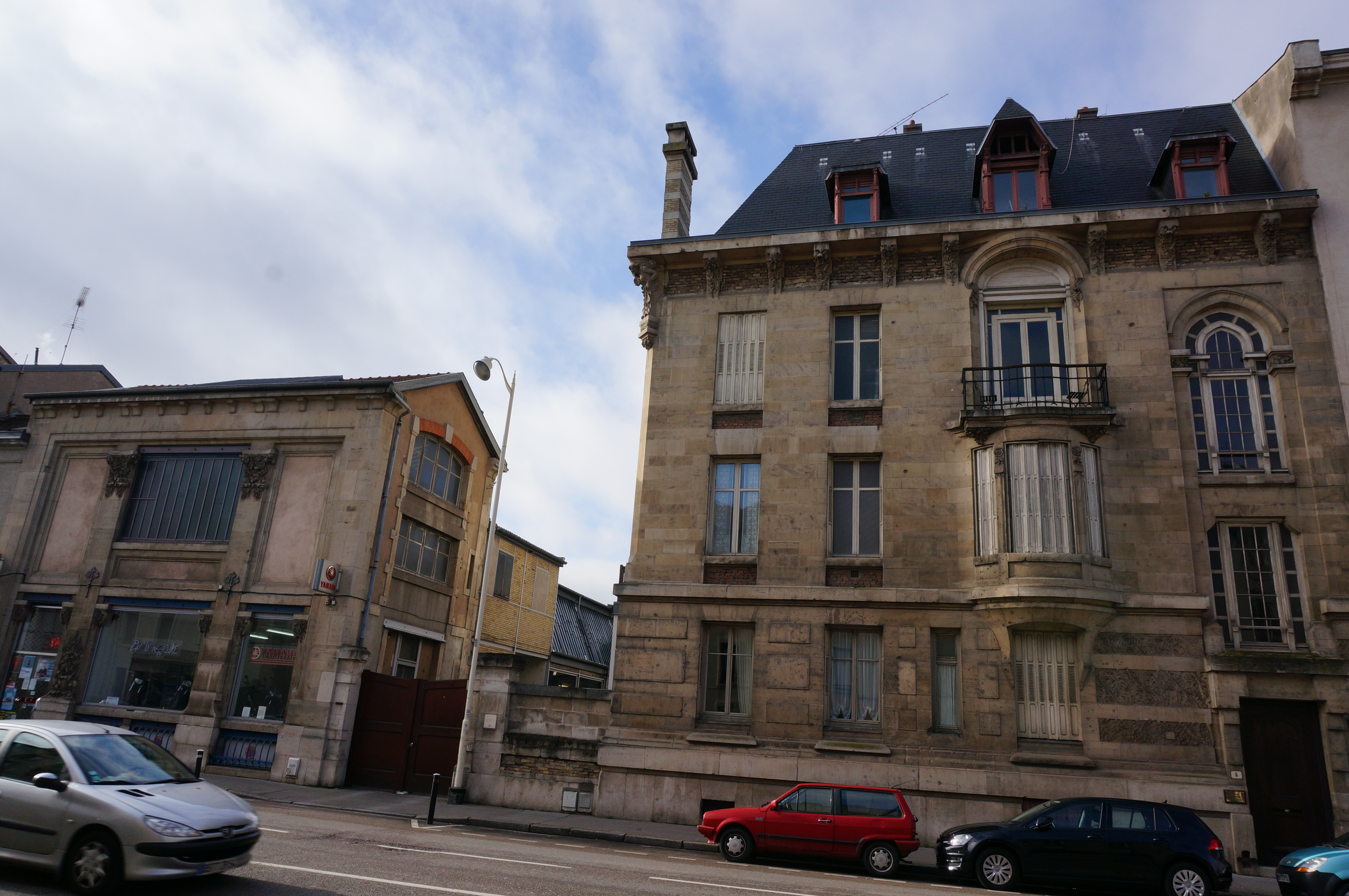
Maison-atelier de l'architecte Louis Vallin construite en 1896, par l'architecte lui-même

Le bâtiment rappelle la conception architecturale rationaliste de l'atelier Vallin. C'est le premier bâtiment industriel à adopter une décoration naturaliste Art nouveau, dans les zones clefs. Sa décoration polychrome de briques et de pierres en façade intègre parfaitement la structure métallique laissée apparente. Cette structure de poutrelle en « i » permet de conserver de larges baies en façade, et donc d'éclairer rationnellement les ateliers. En outre, le premier niveau d’élévation de la façade est rythmé par des hauts-reliefs sculptés par Ernest Bussière.

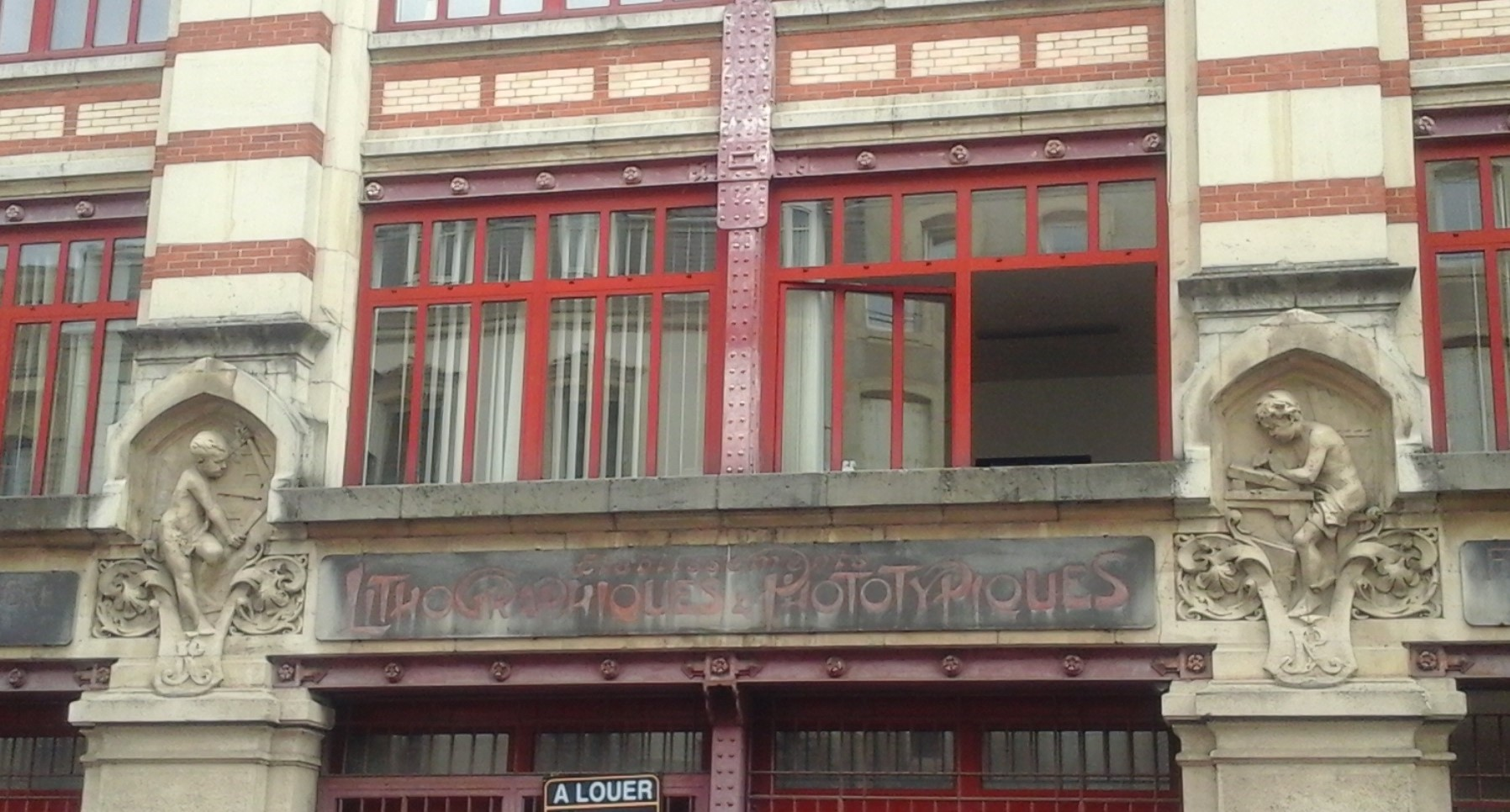
Deux hauts-reliefs, sculptés par Ernest Bussière, qui ornent la façade de l'imprimerie J. Royer au 3bis rue de la Salpetrière à Nancy

La réalisation des planchers en béton armé, quant à elle, est confiée à l’entreprise France-Lanord et Bichaton tandis que le reste est réalisé par l’entreprise Bernanose, implantée à Nancy.
L'imprimerie cesse son activité à cet emplacement en 1988. L’usine, aujourd’hui transformée en bureaux et en logements, est protégée pour sa façade au titre des monuments historiques par arrêté du 13 juillet 1994. Cette protection s’inscrit dans le cadre d’une campagne régionale visant à valoriser l’Art nouveau.